# Muggiano (La Spezia)
Il Muggiano è una località sul mare del Golfo della Spezia, al confine tra i comuni di Spezia e Lerici.
La parte nord-occidentale del territorio del Muggiano è una frazione del Comune della Spezia, mentre la parte sud-orientale è una frazione del Comune di Lerici.

## Storia
Il luogo di Muggiano era già frequentato in età classica come dimostra la scoperta archeologica di una villa romana con pavimento a mosaico.
Secondo alcuni studiosi quella potrebbe essere stata l'abitazione del poeta Aulo Persio Flacco che ci ha tramandato il verso di Quinto Ennio: "Il golfo della Luna è straordinario, dovreste vederlo, concittadini!"

## Economia
Lo stabilimento Fincantieri, situato nella parte spezzina del Muggiano, è uno dei più importanti cantieri navali italiani.
Il cantiere nacque nella seconda metà del XIX secolo per volere di Cavour che, dopo avere affidato a Domenico Chiodo lo studio per la realizzazione dell'Arsenale della Spezia aveva compreso la necessità di far sorgere nel golfo della Spezia uno stabilimento di costruzioni navali in grado di rispondere sia alle richieste della Regia Marina che a far fronte anche alle commesse per le marine straniere.

## Sport

### Palio del Golfo
La borgata di Muggiano è una delle borgate marinare che ogni anno partecipa al Palio del Golfo.
Il Gruppo Sportivo Marinaro Dilettantistico Guido Ringressi, conosciuto come Muggiano, è nato ufficialmente nel 1974 sulla scia di un gruppo di vogatori che si era creato nel 1964 con il sostegno della Fonderia Pertusola.
La Borgata ha sempre preso parte a tutte le edizioni disputate del Palio del Golfo, nei primi anni con il nome Pertusola e poi con il nome Muggiano. I colori della borgata sono il rosso e blu. Muggiano ha vinto le edizioni del 1991, 2008, 2011 e 2024 nella categoria seniores e quelle del 1983, 2017, 2018, 2019 nella categoria juniores.